# Plaza Urquiza
La Plaza Urquiza es una plaza de San Miguel de Tucumán, Tucumán, Argentina. Se encuentra sobre las calles Muñecas, Santa Fe, 25 de mayo y avenida Sarmiento, frente al Colegio Nacional, el Teatro San Martín y la Legislatura provincial.

## Historia
En 1858 fue proyectada la plaza, siendo creada en 1872. En 1879 se delimitó el boulevard Sarmiento lindante a la plaza, construyéndose diferentes edificios históricos en sus cercanías que la convirtieron en la segunda más importante de la capital. En 1963 se instaló un busto en honor a Ildefonso de las muñecas, el cual fue removido en la remodelación de la plaza en 1979. En estos trabajos se reemplazó un busto de Justo José de Urquiza de 1933 por una estatua dedicada al prócer entrerriano del escultor Juan Carlos Briones.
En 2010 comenzaron a realizarse obras de revalorización en la plaza, con una inversión de ARS 1 800 000. Esta fue inaugurada el 7 de abril de 2011 por el gobernador José Alperovich, renovándose la caminería y mobiliario urbano, las luminarias, juegos infantiles y la calesita. Asimismo se reconstruyó una fuente de aguas, el lago ubicado en el interior del espacio público que no funcionaba desde 1957.
Además de la estatua de Urquiza, la plaza posee una estatua de Jorge Luis Borges de autoría de Herman Langlouis de 1990 y un monumento en homenaje al cantante de tango Carlos Gardel develado el 12 de junio de 2017. En 2020 se colocaron mesas y sillas de los bares sobre calle Santa Fe para respetar los protocolos por la pandemia de Covid-19. Estos fueron retirados en 2024 luego de las constantes quejas de los transeúntes ya que bloqueaba el paso de las personas en la vereda.